# Kościół św. Jana w Düsseldorfie
Kościół św. Jana (niem. Johanneskirche) – protestancka świątynia w Düsseldorfie, stolicy Nadrenii Północnej-Westfalii, w dzielnicy Stadtmitte, znajdująca się na Martin-Luther-Platzu.

## Historia
Przed budową Johanneskirche w mieście znajdowała się tylko jedna świątynia ewangelicka, która musiała wystarczyć dla całej liczącej 7000 wiernych parafii. W 1859 wybrano miejsce pod budowę nowego kościoła – pośrodku Königsplatzu (obecnie Martin-Luther-Platz). Wykorzystanie placu do budowy świątyni protestanckiej zostało zatwierdzone przez króla Prus pomimo dużego sprzeciwu ze strony ludności katolickiej.
Projekt kościoła został przyjęty w 1869, był on autorstwa Adolfa Heydena oraz Waltera Kyllmanna. Plan kościoła musiał zostać jednak zmodyfikowany przez zbyt wielkie koszty budowy oraz złe wymiary świątyni, które były większe niż powierzchnia przeznaczonej na kościół działki, z powodu czego skrócono prezbiterium o 36 stóp. W 1875 roku uroczyście wmurowano kamień węgielny.
W 1880 rada parafialna poprosiła o nadaniu świątyni tytułu Johanneskirche na cześć św. Jana Ewangelisty.
W 1881 roku w kościele trwały prace wykończeniowe. Według planów budowy liczba miejsc siedzących w kościele wynosiła 1600. 6 grudnia 1881 roku konsekrowano świątynię. Świątynia jest wysoka na 85,7 metra i długa na 61 metrów.
12 czerwca 1943 roku kościół został poważnie uszkodzony w wyniku nalotu bombowego. Część dachu się zawaliła, organy spłonęły. Ambona oraz prezbiterium zostały nienaruszone. Po remoncie zniszczonej świątyni ponownie sprawowano nabożeństwa.
W 2008 roku rozpoczął się remont wnętrza kościoła. 18 października tego samego roku ponownie otwarto świątynię.

## Galeria

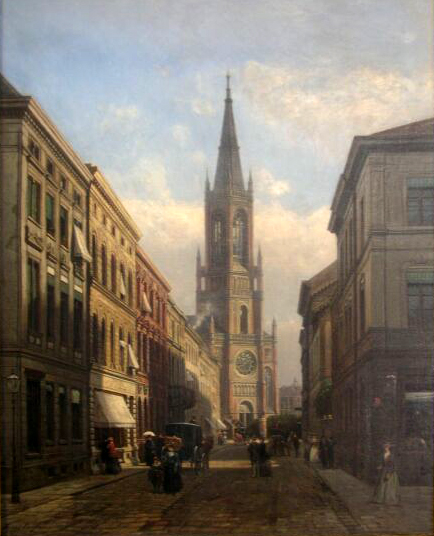
Wieża kościoła w 1891
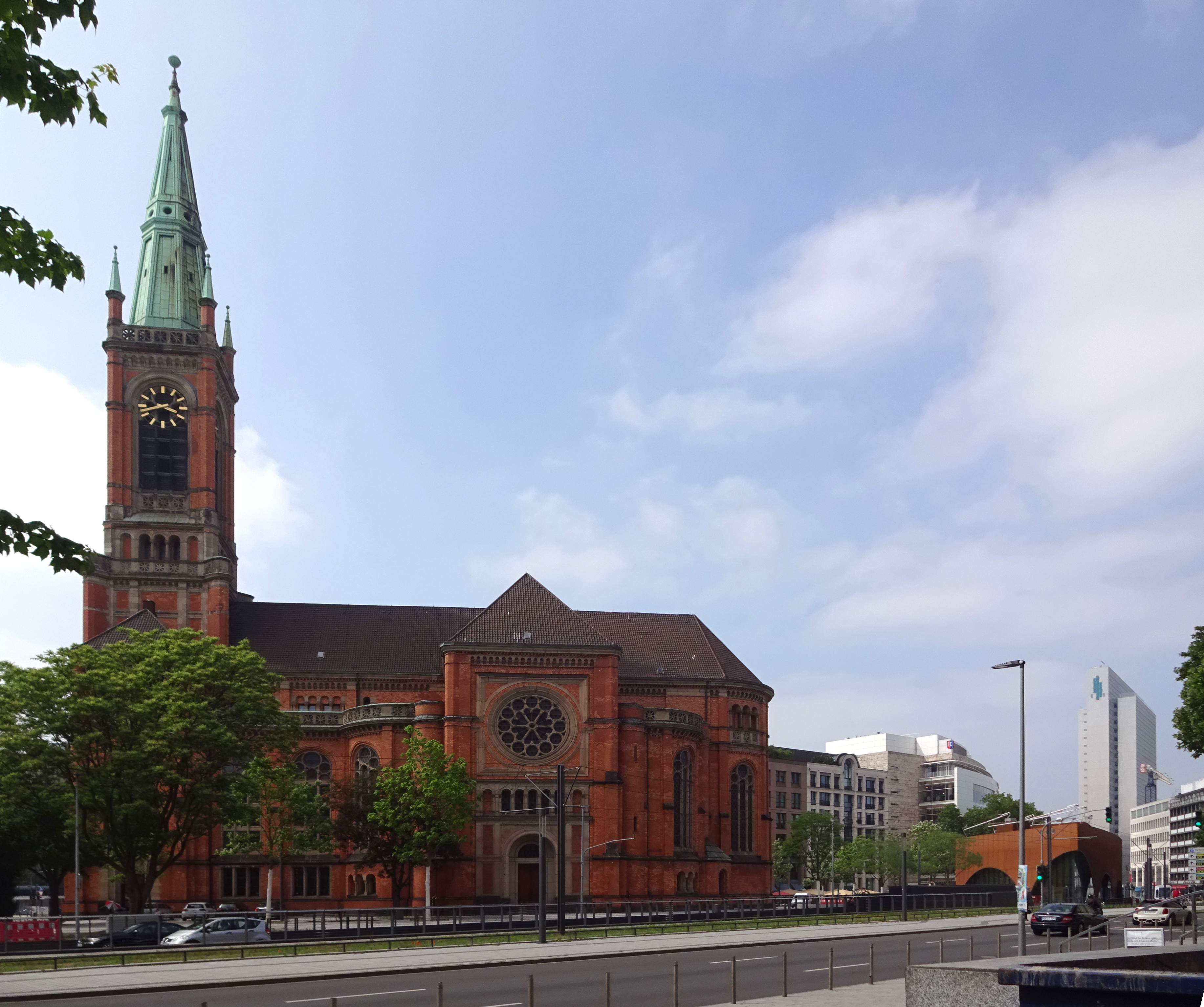
Widok z południowego wschodu
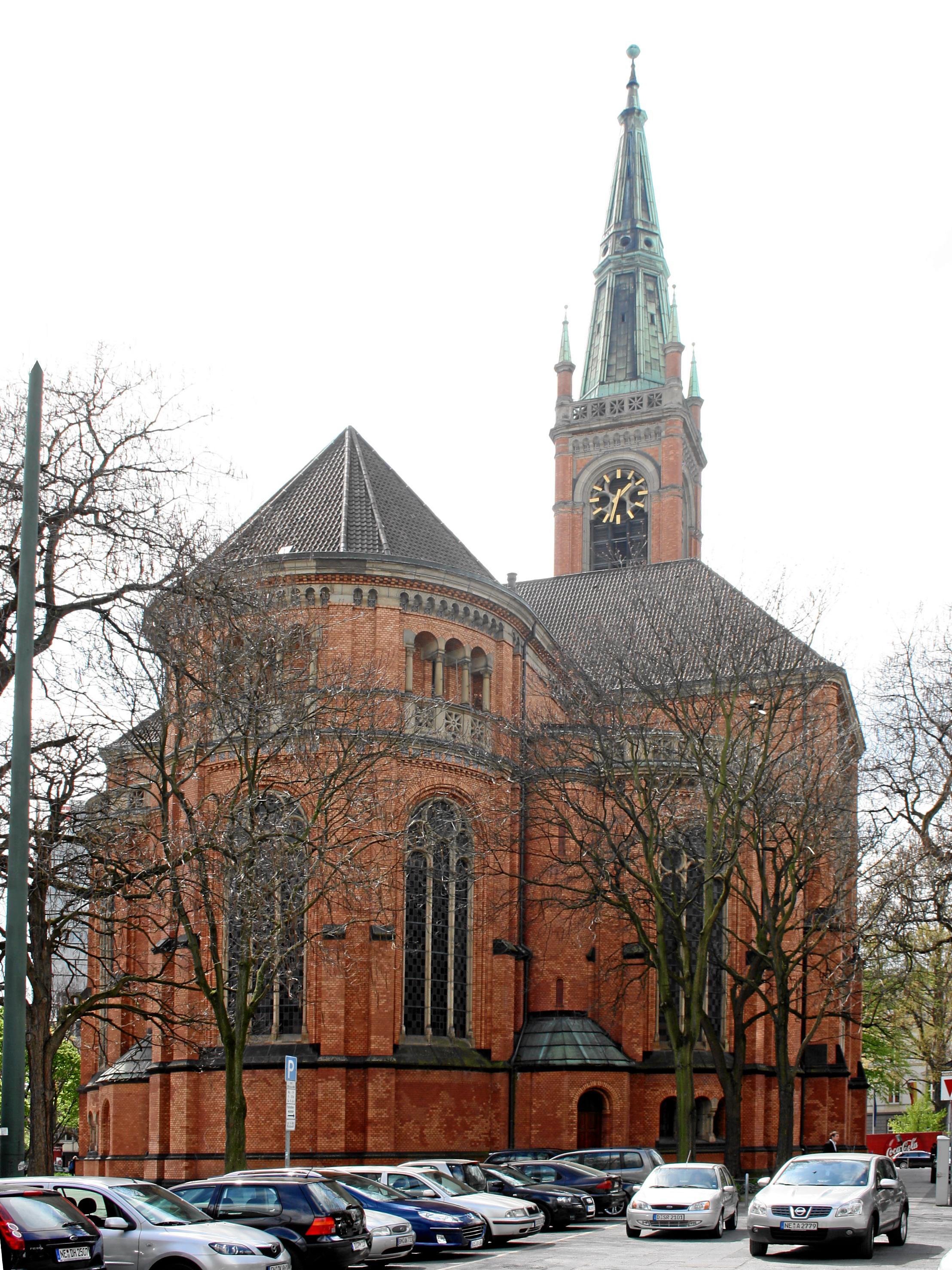
Widok z północy na prezbiterium
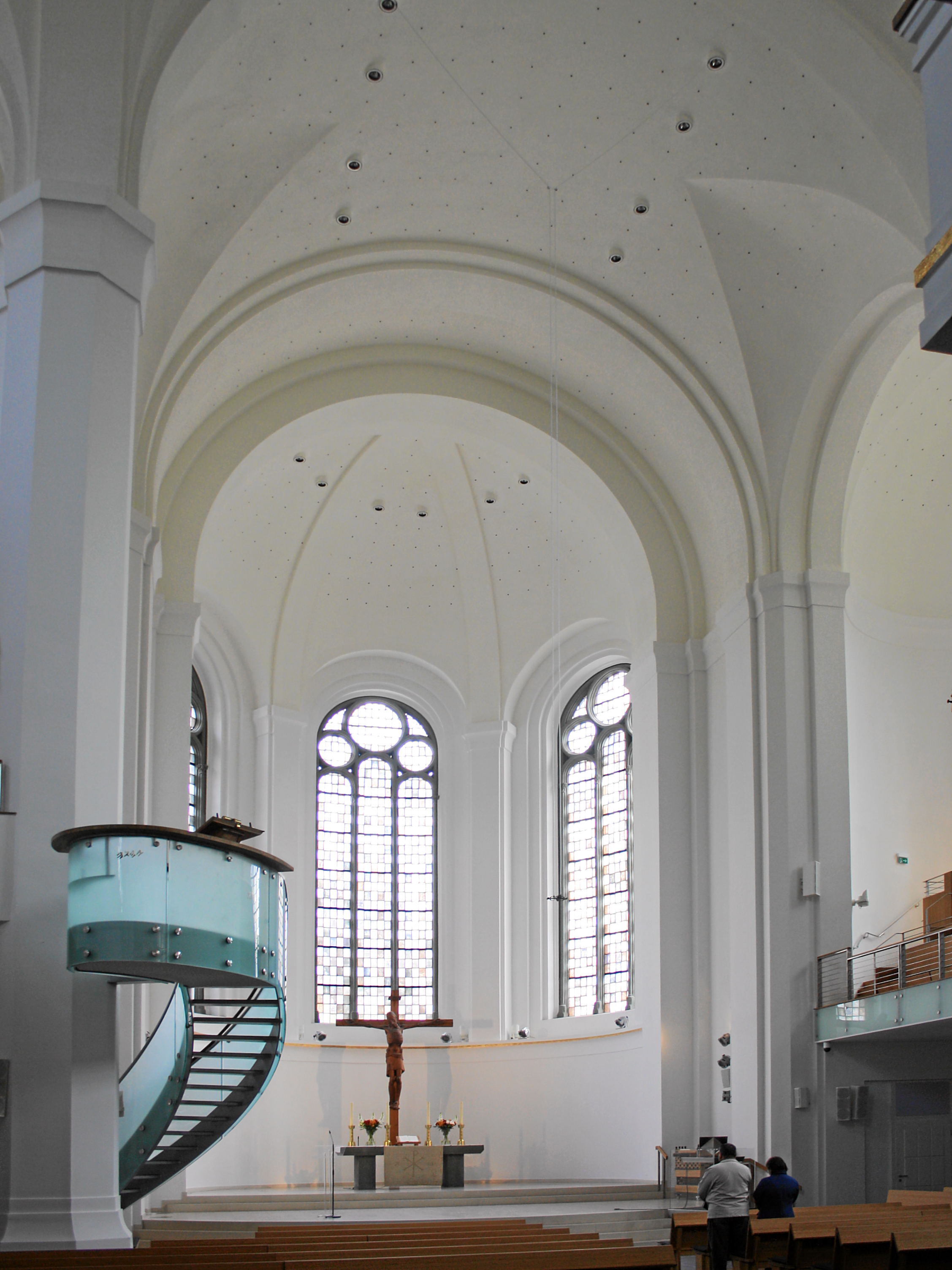
Wnętrze kościoła
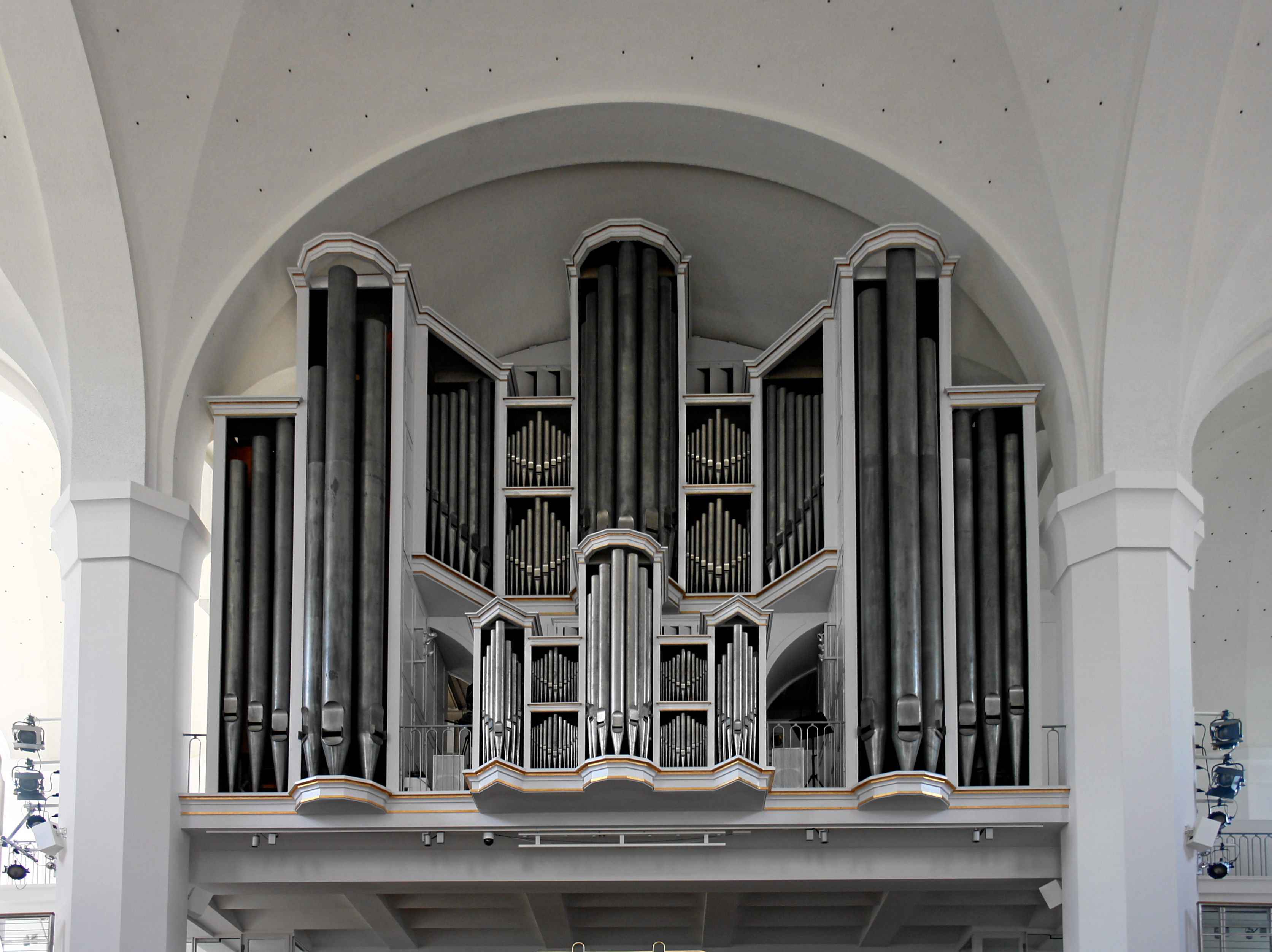
Organy
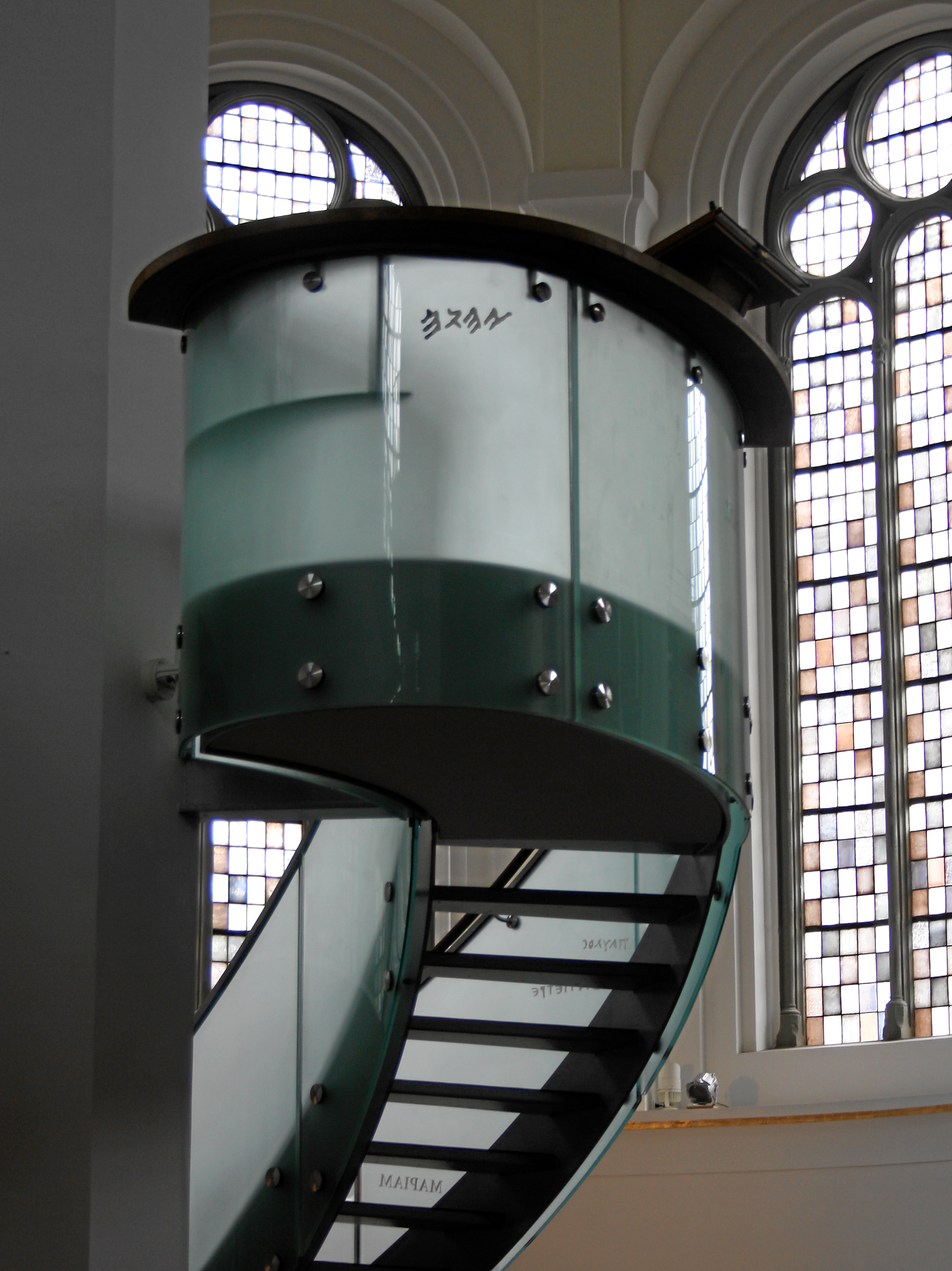
Ambona